# Club infernale
Il Club Infernale (Hellfire Club), noto anche come la Cerchia Interna (Inner Circle), è un immaginario gruppo di personaggi che compare nei fumetti pubblicati negli Stati Uniti d'America dalla Marvel Comics, creata da Chris Claremont (testi) e John Byrne (disegni). Menzionata per la prima volta sulle pagine di Uncanny X-Men n. 122 (giugno 1979) dopo che si era accennato (senza nominarla) alla sua esistenza nel n. 100 (agosto 1976), la prima vera apparizione è fu in Uncanny X-Men n. 129 (gennaio 1980).
Nemici giurati degli X-Men, i membri del Club infernale sono tutte persone ricche ed influenti. Pochi al mondo sanno che la maggior parte della Cerchia Interna è composta da mutanti che tentano di influenzare la società tramite l'accumulo di potere sia politico che economico. Caratteristica principale del Club è il modo di vestire dei suoi membri: per gli uomini abiti ispirati al XVIII secolo, con tanto di doppio petto, gilet e frac; mentre l'abbigliamento delle donne è ispirato a vari costumi sadomaso con tanto di collari con punte, corsetti e fruste. Altra caratteristica è il modo in cui la Cerchia Interna è suddivisa, poiché ogni membro assume il nome di un pezzo del gioco degli scacchi (Re Nero, Regina Bianca ecc.).
Il fittizio Club infernale dell'universo Marvel, si ispira alla omonima società segreta realmente esistita in Inghilterra all'inizio del XVIII secolo.

## Origini
Fondato nel 1760 a Londra, all'inizio il Club infernale era il luogo di ritrovo per i più importanti rappresentanti dell'alta società inglese, un luogo dove incontrarsi e stringere accordi e indulgere in piaceri condannati dalla morale del tempo. Nel 1770 due dei membri più importanti del club, il ricco commerciante Sir Patrick Clemens e la sua amante, Diana Knight, emigrarono a New York, dove fondarono il ramo americano del Club di cui oggi fanno parte politici, finanzieri, personaggi pubblici e celebrità di tutto il mondo. Il grande pubblico e persino buona parte dei soci considerano il Club un'organizzazione dalla reputazione immacolata. Ma per generazioni la Cerchia Interna è stata una setta segreta dedita alla concentrazione del potere politico ed economico con mezzi illegali.
Il Club infernale conta fra le sue file alcuni fra i membri più famosi ed influenti della società. L'affiliazione ad esso è di norma ereditaria (di padre in figlio), tuttavia può anche essere comprata attraverso la ricchezza o il potere che il futuro membro potrebbe portare. Il Club ha sedi dislocate un po' in tutto il mondo, ma le più importanti sono quella di New York, di Parigi, di Hong Kong e di Londra, tutte poste sotto il controllo del Lord Imperiale.
Molti dei più ricchi e potenti uomini d'affari dell'Universo Marvel hanno ereditato o acquistato il diritto di fare parte del Club, mentre altri hanno accettato l'invito per i molti privilegi che esso offriva ai suoi membri, ed alcuni per ottenere ricchezza e potere. Infatti, lo scopo principale del Club è quello di ottenere ed estendere il proprio potere attraverso mezzi politici ed economici per influenzare il mondo al fine di conquistarlo e dominarlo. Fin dalla sua fondazione, il Club è stato coinvolto in guerre ed assassini, molti dei quali scatenati dai suoi membri, oppure fatti accadere per coprire qualche malefatta dei soci.
Sconosciuto a molti dei membri del Club, l'organizzazione è controllata dal Consiglio dei Prescelti. Questo gruppo è stato più tardi sciolto e rinominato Cerchia interna ed ha assunto i nomi e le cariche dei pezzi del gioco degli scacchi. Originariamente la Cerchia interna era composta da normali umani, ma a poco a poco essi furono soppiantati e dominati da mutanti con varie abilità. Di comune e tacito accordo, i membri più importanti della Cerchia interna, Re o Regina Bianca o Nera, hanno sempre posseduto abilità psichiche in modo da influenzare le azioni o la volontà degli individui per le aspirazioni del Club.
Il Club infernale si scontrò per la prima volta con gli X-Men quando i suoi agenti rapirono alcuni membri del team e tentarono di controllare la mente di Fenice, che attraverso il matrimonio con Jason Wyngarde divenne Fenice Nera.
Il Club fu sconfitto e la personalità di Jean Grey riprese il controllo del proprio corpo, attenuando la presa che Fenice aveva su di esso. Nel frattempo Wolverine inflisse numerosi danni alle infrastrutture e uccise parecchi dei mercenari assoldati dal Club, tuttavia l'organizzazione continuò le sue attività e tramite ricatti morali, politici ed economici ha continuato ad esistere fino ad oggi.

## Le Cerchie Interne
I Lord Cardinali del Club assumono vari titoli, che si basano in maniera caratteristica sui pezzi del gioco degli scacchi e sui loro colori che variano a seconda dalla sede del club, a New York sono bianchi e neri, mentre nella sede di Londra il rosso sostituisce il bianco.
Essi sono:
- Torre (Nera, Rossa o Bianca): Con il compito principale di proteggere il re/regina.
- Alfiere (Nero, Rosso o Bianco): Stesso ruolo della Torre, ha però un potere maggiore, all'interno del Club.
- Re e Regina (Neri, Rossi o Bianchi): Sono i capi di ciascuna sede del club, che comandano tutti gli altri membri. Nella storia del club, c'è stato brevemente anche un Re Grigio, ovvero Magneto.

I costanti intrighi e ricatti che piagavano il Club infernale, hanno dato luogo a molti cambiamenti all'interno della Cerchia Interna, nuovi personaggi attirati dal potere e dalla ricchezza hanno sostituito i loro predecessori sia in modi legali che non. A seguito una lista delle principali incarnazioni del Club.

### Consiglio dei Prescelti
L'originaria Cerchia interna, precedente all'entrata in scena di Shaw e Frost nella sede di New York City:
- Edward "Ned" Buckman: Re Nero
- Paris Seville: Regina Bianca
- Sebastian Shaw: Alfiere Nero

Il resto dei componenti non sono mai stati nominati. Tranne Shaw, tutti gli altri sono stati uccisi da un uomo di nome Buckman, sotto controllo mentale di Emma Frost.

### I Lord Cardinali
Shaw ha rinominato il Consiglio dando il nome di Lord Cardinali ai suoi partner dopo aver preso il controllo della sede di New York City a seguito dell'uccisione dei precedenti membri.
- Sebastian Shaw: Re Nero
- Emma Frost: Regina Bianca
- Donald Pierce: Alfiere Bianco
- Fenice: Regina Nera
- Harry Leland: Alfiere Nero
- Tessa: Assistente personale di Shaw
- Jason Wyngarde: Associato
- Warhawk: Associato

A seguito della saga di Fenice Nera, il titolo di Regina Nera fu nuovamente non rappresentato. Donald Pierce tentò di prendere il titolo di Re Bianco e venne espulso. Si aprì la strada a nuovi membri:
- Selene: Regina Nera
- Emmanuel da Costa: Torre Bianca
- Friedrich Von Roehm: Torre Nera
- Magneto: Re Bianco, assieme a Tempesta. Più tardi unico Re Grigio
- Tempesta: Regina Bianca, assieme a Magneto

### La Cerchia di Shinobi Shaw
Originariamente la strega Selene si assunse l'onore di creare una nuova Cerchia, tuttavia la presunta morte del padre, spinse il giovane Shaw a reclamare il titolo e creare un nuovo gruppo che guidasse il Club. Egli offrì posizioni di spicco a due membri degli X-Men, Arcangelo e Tempesta, essi però rifiutarono.
- Shinobi Shaw: Re Nero
- Benedict Kine: Re Bianco
- Benazir Kaur: Sospettata di essere la Regina Nera
- Reeva Payge: Sospettata di essere la Regina Bianca
- Candra: Associata
- Cordelia Frost: Membro in prova

I titoli di Payge e Kaur non furono mai ufficializzati, però quando Cordelia Frost, la sorella empatica di Emma fece domanda per la posizione di Regina Bianca, Shinobi le disse che il titolo era già stato preso. Questa più giovane ed inesperta incarnazione della Cerchia Interna fu presto dimenticata e gli autori si affrettarono a costruirne un'altra capeggiata ancora una volta dal redivivo Shaw.

### La sede di Londra
La Cerchia inglese lavorava contemporaneamente a quella americana del giovane Shinobi. I suoi membri erano del tutto indipendenti e si nota una differenza nei colori dei titolo, al posto del bianco, troviamo il rosso.
- Emma Steed: Regina Nera
- Margali Szardos: Regina Rossa
- Quentin Templeton: Re Nero
- Alan Wilson: Re Rosso
- Brian Braddock: Alfiere Nero
- Conrad Strathdee: Alfiere Rosso
- Scribe/Jane Hampshire (posseduta da Mountjoy): Torre Rossa

La presenza di Brian Braddock all'interno della Cerchia era stata voluta da Shinobi per tenere sotto controllo le attività della sede inglese. La carica di Braddock era oltretutto ereditaria, essendo già appartenuta al padre ed al nonno. La sede londinese fu neutralizzata dopo l'insuccesso ottenuto nello sfruttamento di un demone per tentare di controllare l'intera città.

### La seconda Cerchia di Shaw
Sebastian Shaw riguadagnò il controllo del Club infernale e cercò di riportarlo alla sua passata gloria e potere. I membri prescelti per questa operazione furono:
- Sebastian Shaw: Re Nero
- Selene: Regina Nera
- Madelyne Pryor: Torre Nera
- Trevor Fitzroy: Torre Bianca
- Donald Pierce: In lista per diventare Alfiere Bianco
- Tessa: Assistente personale di Shaw
- Ella: Servitrice personale di Selene
- Olocausto: Associato
- Miss Hoo: Associata

### L'inferno di Selene
Con l'espulsione di Pierce, la scomparsa di Madelyne ed il ritiro di Shaw e Fitzroy, Selene riformò la Cerchia seguendo l'inclinazione della sua natura malvagia. Si associò a demoni ed evocò esseri dal mondo dei morti per fare ciò.
- Selene: Regina Nera
- Cuore Nero: Re Nero
- Daimon Hellstrom: Re Bianco
- Sunspot: Torre Nera

In quel periodo, Adrienne Frost sorella maggiore di Emma e Cordelia si mostrò ai membri di Generation X, reclamando il titolo di Regina Bianca, tuttavia la natura dei suoi poteri, poco si accordava con l'aspetto demoniaco ed arcano che Selene aveva intenzione di dare al suo Club, quindi venne rifiutata. A seguito della sconfitta della Regina Nera, Hellstrom mantenne il titolo di Re Bianco e dopo la sua sconfitta, la carica non fu più assegnata. Sunspot si unì al Club dopo la sconfitta di Blackheart, Selene da sempre interessata al giovane Roberto, lo convinse promettendogli una altissima carica una volta all'interno del Club. Nei New X-Men di Grant Morrison, viene rivelato che Shaw riprende il comando della sede Newyorkese e lo trasforma in uno strip club. Nella mini-serie Genesi Letale, viene rivelato che lo strip club era già proprietà del Club infernale fin dai giorni in cui Emma Frost non era ancora diventata Regina Bianca. La stessa Emma anzi era una delle ballerine che vi si esibivano.

### La quinta Cerchia
Con la morte di Sir Gordon Philips grazie al Legacy virus, Shaw s'impose come nuovo Lord Imperiale e tentò ancora una volta di riformare il Club Infernale.
- Sebastian Shaw: Lord Imperiale
- Sunspot: Re Nero. Più tardi Lord Imperiale
- Courtney Ross (in verità l'essere alieno Sat-Yr-9): Regina Bianca
- Viper II: Principessa guerriera Bianca
- Tessa: Assistente perdonale di Shaw. Più tardi consigliere personale di Sunspot
- Selene: Regina Nera
- Loto Rosso: Associato

In un confronto fra Sat-Yr-9 ed Emma Frost, fu rivelato che quest'ultima non aveva mai perso il titolo di Regina Bianca benché dopo di lei ce ne fossero state delle altre. Tuttavia, le neo-Regina Bianca non volle credere a ciò e le due si giocarono il titolo a carte e la partita finì in parità. Si suppone che il titolo adesso sia stato diviso ed utilizzato dalle due contemporaneamente.
Selene che era rimasta sigillata nei meandri della sede americana del club, e quindi non faceva parte della nuova Cerchia Interna benché abbia conservato il suo titolo di Regina Nera, riuscì a fuggire e ad aggredire Marvel Girl e Loto Rosso.
In un confronto con Donald Pierce, Shaw rimase gravemente ferito. Sunspot prese il titolo di Lord Imperiale, come Sage aveva da sempre progettato. A seguito dell'M-Day, Sage lasciò il Club infernale e si unì al team di New Excalibur. Shaw riprese la posizione di Re Nero e cominciò ancora una volta a tramare per ricostruire la base del suo potere.

### La Cerchia immaginaria
Fu rivelato che questa incarnazione della Cerchia Interna non era reale. Tutti i membri erano immagini mentali create da Emma Frost, influenzata psichicamente da Cassandra Nova per fare in modo che la bionda telepate la liberasse dalla sua prigione all'interno dello Xavier Institute.
- Perfezione/Regina Bianca. Versione di Emma Frost ai tempi in cui era la Regina del Club
- Sebastian Shaw
- Cassandra Nova
- Testata Mutante Negasonica
- Emma Frost

### La sesta Cerchia
Credondola coinvolta nel rapimento di Daken, Wolverine entrò in contatto con la nuova Cerchia interna del Club, composta da:
- Sebastian Shaw
- Sinistra, alias Claudine Renko
- Mr. Castlemere
- Turner Scholl
- Mercedes

### La settima Cerchia
Durante Scisma, il Club infernale riesce ad allontanare tutti i mutanti facendo in modo che le posizioni di potere fossero nuovamente occupate da facoltosi umani con manie di grandezza. Riuscito a farsi incoronare Re Nero, il dodicenne Kade Kilgore riunisce attorno a sé una Cerchia interna costituita da ricchi geni del male pre-adolescenti.
- Kade Kilgore: Re Nero
- Manuel Enduque
- Barone Maximilian von Katzenelnbogen
- Wilhelmina Kensington

## Funzionari

### I Lord imperiali
Nel corso degli eventi si scopre che le varie sedi del Club presenti nel mondo, sono tutte poste sotto la direzione di un unico personaggio che assume il titolo di Lord Imperiale. La sua figura non appartiene a nessuna delle sedi e benché i Re e le Regine si pongano nella posizione di comando, il Lord Imperiale regna al di sopra di ogni Cerchia ed è virtualmente inattaccabile. Di seguito la lista dei personaggi che si sono alternati nella posizione di Lord Imperiale durante tutta la storia del Club:
- Sir Gordon Philips
- Elias Bogan
- Sebastian Shaw
- Roberto da Costa

### Membri esterni alla Cerchia
I seguenti personaggi sono membri molto influenti del Club infernale, ma non fanno parte di alcuna Cerchia Interna. La loro posizione è stata ereditata dagli antenati e dai parenti, ottenuta attraverso inviti oppure comprata.
- Lourdes Chantel - Associata grazie alla sua relazione con Sebastian Shaw
- Warren Worthington Jr. e Kathryn Worthington - Invitati da Ned Buckman
- Warren Worthington III - Ha ereditato la posizione dal padre
- Howard Stark - Invitato da Ned Buckman
- Anthony Stark - Ha ereditato la posizione dal padre
- Norman Osborn
- Senatore Robert Kelly
- Sir James Braddock - Invitato da Ned Buckman
- James Braddock Jr. - Ha ereditato la posizione
- Elisabeth Braddock - Ha ereditato la posizione
- Brian Braddock - Ha ereditato la posizione
- Bianca LeNeige
- Dwayne Taylor
- Vance Astrovik
- Candance Southern - Fidanzata di Warren Worthington III. Deceduta
- Ronald Parvenue
- Berhard Van Ostamgen
- Oliver Ryland - Protetto di Elias Bogan
- Il Kingmaker
- Lady Jacqueline Falsworth-Crichton - Ha ereditato la posizione

### Membri storici
- Filadelfia, 1780/81: Sir Patrick Clemens (Re, colore non specificato), Lady Diana Knight (Regina, colore non specificato), Lady Grey (Regina, colore non specificato), Elizabeth Shaw-Worthington, Generale Maggiore Wallace Worthington, Comandante Clinton
- Londra, 1859: Lord Braddock, Mr. Shaw & Mr. Shaw (antenati dell'odierno Sebastian Shaw, rispettivamente il bisnonno e il nonno)
- Boston, 1872/74: Anton Pierce (Membro della Cerchia Interna)
- Londra, 1915: Brigadiere o Generale (non chiarito) Cornelius Shaw, Sir Harry Manners, Waltham Pierce

## Gerarchia segreta
All'interno del Club è esistita ed esiste una gerarchia segreta che ha da sempre collaborato con la Cerchia Interna. Di seguito alcuni membri:
- Mastermind: membro in prova del Club ha per lungo tempo collaborato con la Cerchia. Memorabile il suo intervento nella conversione psichica di Jean Grey in Regina Nera
- Tessa: più tardi conosciuta come la X-Man Sage, ha servito per lungo tempo Sebastian Shaw (e più tardi Sunspot) prima di rivelare di essere una spia di Xavier
- Warren Worthington III e Tony Stark: entrambi hanno ereditato la posizione dai genitori, anche se non hanno quasi mai visitato le varie sedi e non fanno parte di alcuno dei piani di conquista della Cerchia
- Magneto: prese brevemente il titolo di Re Grigio del Club escludendo Sebastian Shaw dalla Cerchia Interna. Tuttavia non è noto se la sua uscita dalla Cerchia sia da imputarsi ad una sua negligenza durante la reggenza della carica o ad un suo capriccio personale

## Altre versioni

### Ultimate
La versione Ultimate del Club differisce da quella classica. I suoi membri ambiscono ad ottenere il potere di Jean Grey, in quanto ritengono sia la reincarnazione dell'entità divina nota come Fenice, forza cosmica oggetto di un culto religioso da loro praticato. Un'altra differenza è che i componenti di questo club non sono mutanti, ed a seguito dell'invocazione della forza-Fenice, sono stati tutti uccisi da Jean Grey mentre era sotto l'influsso dell'entità divina. Ciò malgrado, Shinobi Shaw, figlio di Sebastian e compagno di Emma Frost, sta tentando di formare un nuovo Club.
Lilandra Numara, Majestrix della Chiesa Sh'iar dell'Illuminazione, ha rivelato a Charles Xavier che il Club Infernale è un ramo che si è distaccato dalla Chiesa e che ne ha reinterpretato le profezie in maniera personale.

### Hellfire club reign
In questa saga limitata mai pubblicata il club ha ucciso tutti gli X-Men tranne Ciclope che invece ha reso schiavo. Il club vuole governare il mondo e con una potentissima bomba atomica stermina tutti i supereroi. Intanto Thanos perde il controllo del guanto dell'infinito facendo ricadere le sei gemme sulla terra.I sei membri del club ne prendono una per ognuno diventando potentissimi. Però un onnipotente essere chiamato Cosmovik distrugge la terra eliminando il club.

### Giorni di un futuro passato
In questa, Shinobi Shaw e Psylocke hanno preso il comando della sede inglese del Club diventando Re Nero e Regina Rossa.

### Il futuro di Alfiere
Nel futuro alternativo dal quale proviene Alfiere, il Club è una delle colonne di potere più forti del mondo. A suo comando troviamo Anthony Shaw, discendente di Shinobi.

### Ronin
Nella realtà alternativa di X-Men: Ronin, gli X-Men hanno base in Giappone. Il Club è diretto dal Professor Xavier e la Regina Bianca è una giovane che, come Tessa, vede in Xavier il proprio padre biologico. Il Club controlla il clan ninja degli Shadowcats, che comprende fra i suoi membri Pyro, Uomo Ghiaccio e Colosso.

## Altri media

### Cinema
Il Club infernale compare quale antagonista degli X-Men nel film X-Men - L'inizio (2011). Ambientata principalmente nel 1962, durante la Crisi dei missili di Cuba, in questa versione del Club infernale è diretto da Sebastian Shaw (Kevin Bacon) ed Emma Frost (January Jones). Tra i membri figurano inoltre Azazel (Jason Flemyng), Riptide (Álex González) ed Angel Salvadore (Zoë Kravitz).
Obiettivo del club è lo scoppio della Terza Guerra Mondiale per cancellare la razza umana dalla Terra, consentendo l'ascesa e la sopravvivenza dei mutanti quale sola razza dominante, con Shaw a capo del nuovo ordine mondiale. A questo scopo Shaw e i suoi adepti manipolano gli ufficiali di governo degli Stati Uniti e dell'Unione Sovietica per innescare il conflitto che porterà alla Crisi. Shaw finirà ucciso da Magneto mentre molti membri del club, tra cui Emma Frost, Azazel, Riptide ed Angel, si uniranno a Magneto e al suo nuovo gruppo della Confraternita dei mutanti.

### Televisione
- La Cerchia Interna appare nella serie animata Insuperabili X-Men degli anni novanta, nell'episodio intitolato Inner Circle Club. L'episodio, intitolato precedentemente Hellfire Club, è stato rinominato per le controversie legate al satanismo che il nome portava alla luce, in esso viene mostrata la Cerchia Interna così come si presentava nel mondo dei fumetti: Sebastian Shaw, Jason Wyngarde, Emma Frost, Donald Pierce ed Harry Leland. Essi appaiono per la prima volta nella saga di Fenice Nera trasposta per la televisione, tentando di convertire Jean Grey in Regina Nera del Club, ma facendo emergere al suo posto Fenice Nera.
- Emma Frost e la Cerchia Interna appaiono come nemici degli X-Men nella serie Wolverine e gli X-Men, la cui trama sembra simile a quella della serie degli anni 90, dove cercano nuovamente di appropriarsi del potere della Fenice, fallendo.
- Nell'ottobre 2015 si riporta che la Fox è al lavoro su una serie televisiva spin off sugli X-Men, Hellfire, prodotta da 20th Century Fox Television e da Marvel Television[3], tuttavia nel luglio 2016 il progetto viene sospeso.[4]
- Mastermind e il Club infernale appaiono come nemici principali nella serie animata anime X-Men.